# Норвей (Мен)
Норвей (англ. Norway) — місто (англ. town) в США, в окрузі Оксфорд штату Мен. Населення — 5077 осіб (2020).

## Демографія
Згідно з переписом 2010 року, у місті мешкало 5014 осіб у 2163 домогосподарствах у складі 1357 родин. Було 2804 помешкання
Расовий склад населення:
| - 96,1 % — білих - 0,6 % — корінних американців - 0,6 % — азіатів - 0,4 % — чорних або афроамериканців - 0,1 % — вихідців з тихоокеанських островів |

До двох чи більше рас належало 2,3 %. Частка іспаномовних становила 1,0 % від усіх жителів.
За віковим діапазоном населення розподілялося таким чином: 21,4 % — особи молодші 18 років, 58,5 % — особи у віці 18—64 років, 20,1 % — особи у віці 65 років та старші. Медіана віку мешканця становила 44,4 року. На 100 осіб жіночої статі у місті припадало 94,0 чоловіків;  на 100 жінок у віці від 18 років та старших — 90,6 чоловіків також старших 18 років.
Середній дохід на одне домашнє господарство  становив 54 732 долари США (медіана — 41 063), а середній дохід на одну сім'ю — 61 059 доларів (медіана — 47 132). Медіана доходів становила 32 360 доларів для чоловіків та 30 750 доларів для жінок. За межею бідності перебувало 18,3 % осіб, у тому числі 34,3 % дітей у віці до 18 років та 3,3 % осіб у віці 65 років та старших.
Цивільне працевлаштоване населення становило 2225 осіб. Основні галузі зайнятості: освіта, охорона здоров'я та соціальна допомога — 24,2 %, будівництво — 16,6 %, виробництво — 12,9 %, роздрібна торгівля — 12,8 %.